# Hanne Staff
Hanne Staff, född den 3 februari 1972, är en norsk orienterare som blivit världsmästarinna fyra gånger, europamästarinna tre gånger och nordisk mästarinna två gånger. Hon har utöver guldmedaljerna tagit ytterligare tio medaljer i dessa mästerskap.